# Galileo (Satellitennavigation)

Galileo-Logo

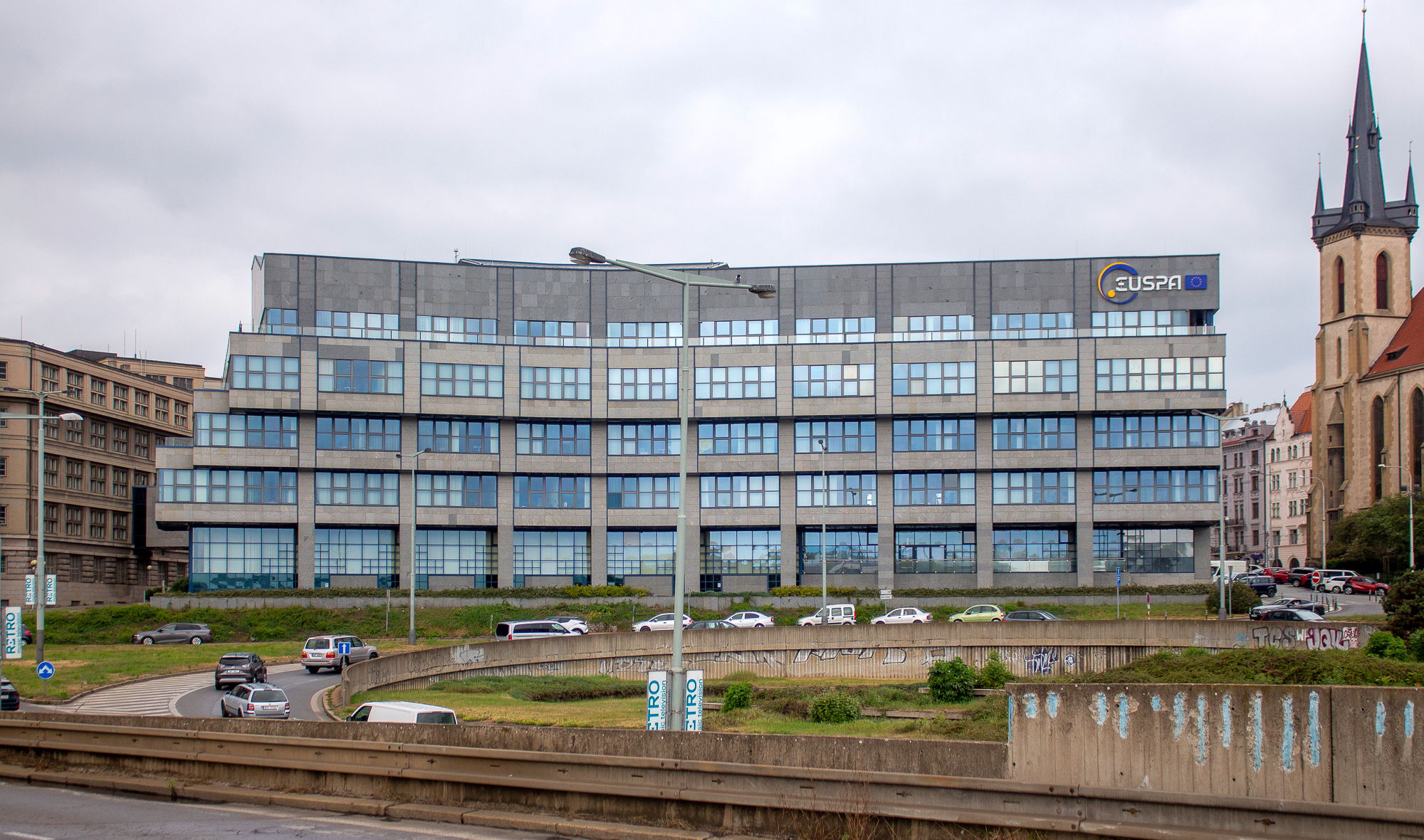
Sitz der Galileo-Agentur in Prag

Galileo ist ein weltweit nutzbares Navigationssatelliten- und Zeitgebungssystem (GNSS), das von der Europäischen Union betrieben und finanziert wird. Zuständig für den Galileo-Betrieb ist die Agentur der Europäischen Union für das Weltraumprogramm (EUSPA), die ihren Sitz seit 2014 in der tschechischen Hauptstadt Prag hat.
2025 befinden sich 31 Satelliten des Systems im Orbit, wovon 27 funktionsfähig sind.
Es war eine Konstellation aus 24 aktiven und 6 Reservesatelliten geplant.
Galileo ist frei nutzbar und kann von Chipsets, wie sie z. B. in Smartphones verbaut werden, empfangen werden.
Der ursprünglich kostenpflichtige und verschlüsselte Dienst (Commercial Service – CS) wurde zum öffentlichen High Accuracy Service (HAS – Hochgenauer Dienst) umgewidmet.
Seit Januar 2023 stehen allen Nutzern drei Frequenzbänder kostenlos und unverschlüsselt zur Verfügung, womit eine weltweite Genauigkeit von wenigen Zentimetern erreicht werden kann. Galileo ermöglicht damit allen Nutzern eine Genauigkeit, die die der konkurrierenden Systeme NAVSTAR, GLONASS und Beidou um mehr als den Faktor 10 übertrifft.

## Beteiligte Staaten

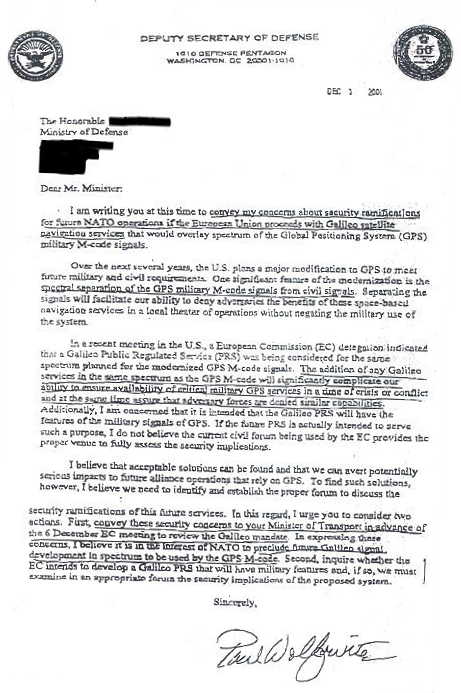
Brief von Paul Wolfowitz an die Verteidigungsminister der EU-Mitgliedsstaaten vom Dezember 2001, in dem auf mögliche Kompatibilitätsprobleme hingewiesen wird.

Galileo ist das erste von der Europäischen Union (EU) und der Europäischen Weltraumorganisation (ESA) gemeinsam durchgeführte Projekt und Teil des TEN-Verkehrsprojektes. Die Finanzierung der Entwicklung übernahmen beide Organisationen zu gleichen Teilen. Am 27. Mai 2003 einigten sich die Mitgliedsstaaten der ESA über die Finanzierung.
Folgende Staaten außerhalb der Europäischen Union beteiligten sich ebenfalls:
- Die  Volksrepublik China ist mit 280 Mio. Euro am Projekt beteiligt; ein gemeinsames Trainingszentrum für Satellitennavigation wurde an der Universität Peking eröffnet.[9]
- Indien vereinbarte im September 2005 eine Zusammenarbeit.[10] Im Oktober 2006 stellte Indien die Zusammenarbeit und die Mitfinanzierung von 300 Mio. Euro[11] aufgrund sicherheitsrelevanter Aspekte wieder in Frage.[12] (Siehe auch IRNSS)
- Israel[13]
- Marokko[14]
- Saudi-Arabien[15]
- Schweiz (Mitglied der ESA), beteiligt mit ursprünglich 30 Mio. Euro, lieferte (über das bis 2006 existierende Unternehmen Temex, heute (2019) Orolia) für die vier IOV- und die 22 FOC1-Satelliten die extrem genauen Rubidium- (Abweichung von einer Sekunde in 760.000 Jahren) und Wasserstoff-Maser-Atomuhren (Abweichung von einer Sekunde in drei Millionen Jahren)[16]
- Norwegen (Mitglied der ESA)
- Südkorea[17]
- Ukraine[18]

Russland brachte zwischen Oktober 2011 und Juni 2016 in sieben Raketenstarts einer Sojus-2-1b Fregat-MT vom europäischen Weltraumzentrum in Französisch-Guayana aus die ersten 14 Galileo-Satelliten ins All.
Mit dem Austritt des Landes aus der EU verlor das Vereinigte Königreich auch die Rechte an der Nutzung des Galileo-Systems. Beim G20-Gipfel 2018 erklärte die Britische Regierung unter Theresa May, sie wolle ein eigenes Satellitennavigationssystem für rund 5 Mrd. Pfund aufbauen. Bis dahin waren bereits 1,2 Mrd. Pfund in das Gemeinschaftsprojekt investiert. Großbritannien wurde vom Galileo-Projekt ausgeschlossen, da die EU keine sensiblen Daten mit Staaten teilt, die nicht der EU angehörten. Dies umfasst insbesondere die Nutzung des nicht-öffentlichen Public Regulated Service (PRS) und die Beteiligung britischer Firmen bei Entwicklung und Integration der Satelliten. Stattdessen wurden die Aufträge an ESA ESTEC in den Niederlanden und OHB in Bremen neu vergeben.
Die Vereinigten Staaten standen Galileo zunächst skeptisch gegenüber, vor allem im Hinblick auf die Gefahren einer unkontrollierten militärischen Nutzung. Nachdem Bedenken bezüglich einer technischen Beeinflussung des NAVSTAR-GPS-Systems ausgeräumt wurden, sind oder waren die USA bestrebt, Zugang zum militärischen Dienst von Galileo (PRS) zu erhalten.

## Grundlagen
Galileo basiert auf einer Grundkonstellation von 30 Satelliten (27 plus drei laufend betriebsbereite Zusatzsatelliten, zuzüglich des fortlaufenden Ersatzes von Satelliten), die die Erde in einer Höhe von etwa 23.260 km mit 3,6 km/s umkreisen, und einem Netz von Bodenstationen, die die Satelliten kontrollieren. Empfänger in der Größe mobiler Handgeräte wie Smartphones oder Navigationssysteme können aus den Funksignalen der Satelliten die eigene Position mit einer Genauigkeit von ungefähr vier Metern bestimmen. Bei Verwendung von Zusatzinformationen oder -diensten lässt sich ähnlich wie bei anderen satellitengestützten Navigationssystemen (GNSS) die Positionsgenauigkeit in den Zentimeterbereich steigern (DGPS).
Galileo wurde ursprünglich nur für zivile Zwecke konzipiert, wird aber – durch die vom Europäischen Parlament im Juli 2008 verabschiedete Entschließung zu den Themen Weltraum und Sicherheit – auch für Operationen im Rahmen der Europäischen Sicherheits- und Verteidigungspolitik (ESVP) „zur Verfügung stehen“.

### Satellitenkonstellation

Konstellation der Galileo-Satelliten ohne Reserve-Satelliten (Klicken für Animation)

Es sind 30 Satelliten geplant. Die aktuelle Konstellation ist in der Liste der Galileo-Satelliten zu ersehen. Die aktiven Satelliten sollen eine Walker-Konstellation (56°:24/3/1) bilden. Auf drei Bahnebenen mit einer mittleren Inklination von 56° sind jeweils acht Satelliten vorgesehen. Hinzu kommen Reservesatelliten. Der Abstand zwischen den Satelliten beträgt 45° mit einer Abweichung von maximal 2°. Bei einer Höhe von 23.222 km über der Erdoberfläche benötigen die Satelliten etwa 14 Stunden für einen Umlauf.
Nach 17 Umläufen oder 10 Tagen wiederholt sich das Muster der Bodenspur.

### Bodensegment
Im Vergleich zu anderen Satellitensystemen benötigt ein Satellitennavigationssystem eine große Anzahl von Infrastrukturelementen am Boden. Diese sind im Folgenden aufgezählt:
- Zwei gleichberechtigte Galileo Control Centres (GCC) in Oberpfaffenhofen (Deutschland) und Fucino (Italien). Nominal überwacht und kontrolliert Oberpfaffenhofen die Satellitenkonstellation, während Fucino für die Bereitstellung der Navigationsdaten sowie die hochgenaue Bahnbestimmung und Zeitsynchronisation zuständig ist. Im Falle eines gravierenden Ausfalls können die beiden Kontrollzentren sich gegenseitig ersetzen.
- Das GCC stellt sicher, dass die Satelliten spätestens alle 100 Minuten neue Navigationsdaten erhalten.
- Sechs weltweit verteilte Bodenstationen (TT&C) für die Satellitenkommunikation mit 13-Meter-Antennen im S-Band (2 GHz)
- 30 weltweit verteilte Referenz-Empfangsstationen (GSS) zur Erfassung der Galileo-Signale im L-Band. Aus diesen Signalen berechnet das Kontrollzentrum alle zehn Minuten die Navigationsdaten (Bahnen und Zeitdifferenzen)
- Zehn weltweit verteilte Up-link-Stationen (ULS) zur Übertragung der von den Satelliten ausgestrahlten Galileo-Navigationssignale, Kommunikation mit 3-Meter-Antennen im C-Band (5 GHz)
- Das Sicherheitszentrum (GSMC) in Frankreich (St. Germain-en-Laye) mit einem Backup in Madrid. Diese sind für den behördlichen Dienst (PRS) sowie die Systemsicherheit zuständig.
- Galileo Reference Centre (GRC) in Noordwijk, Niederlande. Dieses Zentrum arbeitet autonom ohne Verbindung zu den Gallileo-Einrichtungen und misst unabhängig die Leistungen des Galileo Satellitensystems.
- Des Weiteren zusätzliche Servicezentren zur Zeitreferenzierung, geodätische Dienste, Koordinierungszentren für den SAR Service...

Die weltweit verteilten Elemente sind zum großen Teil auf europäischem Territorium installiert, es werden in großem Umfang die Französischen Überseegebiete genutzt, aber auch Stationen auf norwegischem Hoheitsgebiet (obwohl Norwegen kein EU-Mitglied ist). Stationen, die ursprünglich auf UK-Territorium aufgebaut wurden (Ascension, Falklandinseln) wurden inzwischen im Zuge des Brexit entfernt.

## Finanzierung und Kosten
Anfangs war geplant, das Projekt über eine öffentlich-private Partnerschaft (PPP) zu finanzieren. Im Jahr 2007 zerbrach die PPP. Die Finanzierung von Galileo wurde am 24. November 2007 geklärt. Das Geld soll hauptsächlich aus den Einsparungen im EU-Agrarsektor kommen.
Bis 2007 wurden 1,5 Mrd. Euro in die Entwicklung investiert. Für den Endausbau bis 2013 waren ursprünglich 3,4 Mrd. Euro aus dem EU-Haushalt geplant.
Laut der Halbzeitüberprüfung der EU-Kommission im Januar 2011 werden die Kosten mit vermutlich 5,3 Mrd. Euro bis 2020 deutlich höher sein.
Für den Zeitraum 2014–2020 stellte die Europäische Union Mittel in Höhe von insgesamt 7,072 Mrd. Euro für die Programme Galileo und EGNOS bereit. Dieser Finanzrahmen deckte die Programmverwaltung, die Errichtung und den Betrieb von Galileo, den Betrieb von EGNOS und die mit diesen Tätigkeiten verbundenen Risiken ab. Bis Ende 2016 waren die Programme Galileo und EGNOS auf dem besten Weg, die durch die GNSS-Verordnung für den Zeitraum 2014–2020 gesteckten Budgetgrenzen einzuhalten.

## Projektphasen

### Erste und zweite Phase: Planung
Die erste Projektphase zur Definition der Aufgaben finanzierte die ESA mit circa 100 Mio. Euro. Die Planungs- und Definitionsphase schloss mit dem Start und der Inbetriebnahme zweier Testsatelliten und der zugehörigen Bodenstationen im Januar 2006 ab. Der Test der Sendefrequenzen musste vor dem 10. Juni 2006 erfolgen, weil sonst die Reservierung für die Galileo-Frequenzbänder bei der Internationalen Fernmeldeunion (ITU) verfallen wäre. Mit der Entwicklung, dem Start und Test von vier Galileo-Satelliten (In Orbit Validation, IOV) endete die zweite Phase 2011. Anfang 2003 vereinbarten die Raumfahrtagenturen Europas und Russlands, die GLONASS-Satelliten zum Test ausgewählter Teile des Galileo-Systems zu nutzen. Hierbei soll auch die Kompatibilität beider Systeme geprüft werden.
Die Kosten der zweiten Phase (Entwicklungsphase) von voraussichtlich 1,5 Mrd. Euro tragen die Europäische Union und ESA gemeinsam.
Innerhalb der ESA übernahmen Deutschland, Italien, Frankreich und Großbritannien jeweils 17,5 %. Spanien trägt 10 % der Kosten. Belgien zahlte 26,5 Mio. Euro, der Rest wird unter den übrigen 15 ESA-Mitgliedsstaaten aufgeteilt. Die übrigen 750 Mio. Euro kommen aus dem Haushalt für transeuropäische Netze der Europäischen Union (TEN). An TEN ist Deutschland über seine EU-Beitragszahlungen mit zirka 25 % beteiligt und ist damit der größte Geldgeber für das Projekt. Die Phase C/D umfasst den Betrieb von drei bis vier funktionstüchtigen Satelliten, dem Raumsegment, und der Boden-Betriebseinrichtungen, dem Bodensegment. Das Bodensegment besteht aus untereinander vernetzten Empfangs- und Sendestationen.
Das Deutsche Zentrum für Luft- und Raumfahrt (DLR) mit Standort in Neustrelitz und seinen Einrichtungen des Fernerkundungsdatenzentrums sowie des Instituts für Kommunikation und Navigation war maßgeblich an der Entwicklung und dem Betrieb des Galileo-Vorläufersystems beteiligt.
Der erste Testsatellit GIOVE-A1 (Galileo In-Orbit Validation Element) wurde am 28. Dezember 2005 um 05:19 UTC vom Raumfahrtzentrum in Baikonur (Kasachstan) gestartet und nahm in 23.222 km Höhe seinen planmäßigen Betrieb auf. Das erste Navigationssignal übertrug GIOVE-A zu Testzwecken am 2. Mai 2007.
GIOVE-B, der zweite Testsatellit, wurde am 26. April 2008 um 22:16 UTC ebenfalls vom Kosmodrom Baikonur gestartet. Als neue Nutzlast verfügt er über Laser-Retroreflektoren für die exakte Bahnvermessung und eine hochgenaue passive Wasserstoff-Maser-Atomuhr.
Anfängliche Probleme von GIOVE-B bei der Ausrichtung auf die Sonne wegen eines Softwareproblems konnten schnell behoben werden. Am 7. Mai 2008 sendete er die ersten hochgenauen Navigationssignale.
Im Februar 2011 begann die erste große Testphase. Der damalige deutsche Bundesverkehrsminister Peter Ramsauer (CSU) nahm in Berchtesgaden die erste europäische Testregion in Betrieb. Das Projekt GATE ermöglicht den Test von Galileo-Empfängern. Es betreibt im Raum Berchtesgaden terrestrische Funkanlagen, die Signale aussenden, wie sie später von Galileo erwartet werden. Entwickler führten ab da Praxistests unter realen Einsatz- und Umgebungsbedingungen durch.

#### Testsatelliten
GIOVE-A1 – erster Testsatellit
| Bezeichnung:       | GIOVE-A (italienisch für Jupiter bzw. Galileo In-Orbit Validation Element); Bezeichnung vor dem Start: GSTB-v2 A (Galileo System Test Bed) |
| Nutzlast:          | Signalgenerator, Rubidium-Atomuhr, Strahlungsmonitor, Navigationsempfänger                                                                 |
| Hersteller:        | Surrey Satellite Technology |
| Startmasse:        | 600 kg |
| Leistung:          | 700 W |
| Größe:             | 1,3 m × 1,8 m × 1,65 m |
| Start:             | 28. Dezember 2005, 5:19 UTC |
| Außerbetriebnahme: | 3. Juli 2012 (s. aber unten) |
| ID:                | COSPAR/WWAS Int Id: 2005-051A |
| ID:                | USStratCom Cat #: 28922 |
| Träger:            | Sojus-FG/Fregat |
| Betriebsdauer:     | 87 Monate (geplant 27 Monate) |
GIOVE-B – zweiter Testsatellit
| Bezeichnung:       | GIOVE-B; bisherige Bezeichnung: GSTB-v2 B                                                                            |
| Nutzlast:          | Signalgenerator, Rubidium-Atomuhr, Strahlungsmonitor, zwei passive Wasserstoff-Maser-Atomuhren, Laser-Retroreflektor |
| Hersteller:        | Galileo Industries Konsortium                                                                                        |
| Startmasse:        | 523 kg |
| Leistung:          | 943 W |
| Größe:             | 0,955 m × 0,955 m × 2,4 m                                                                                            |
| Start:             | 26. April 2008, 22:16 UTC                                                                                            |
| Außerbetriebnahme: | 23. Juli 2012[38] |
| ID:                | COSPAR/WWAS Int Id: 2008-020A                                                                                        |
| ID:                | USStratCom Cat #: 32781                                                                                              |
| Träger:            | Sojus-Fregat |
| Lebensdauer:       | 5 Jahre |
GIOVE-A2 – dritter Testsatellit
| Hersteller:    | Surrey Satellite Technology |
| Betriebsdauer: | 27 Monate                   |
| Wert:          | 25–30 Mio. Euro             |
Konstruktionsgleich zu GIOVE-A1, erweiterter Signalgenerator. Da der Start von GIOVE-B erfolgreich war, ist GIOVE-A2 gestrichen worden.
GIOVE-A1 diente nach seiner Außerbetriebnahme noch zur Demonstration der Navigation in hohen Umlaufbahnen. Dabei wurde der experimentelle GPS-Empfänger an Bord erstmals in Betrieb genommen und eine Positionsbestimmung in 23.300 km Höhe vorgenommen.

#### Test-Bodenstationen
| Bezeichnung: | GSTB-V1 – Sensor Stations Network |
| Anzahl: 30   |                                   |

### Dritte Phase: Errichtung
In der dritten Phase, der Errichtungsphase, wird das System fertiggestellt.

#### Teilaufbau

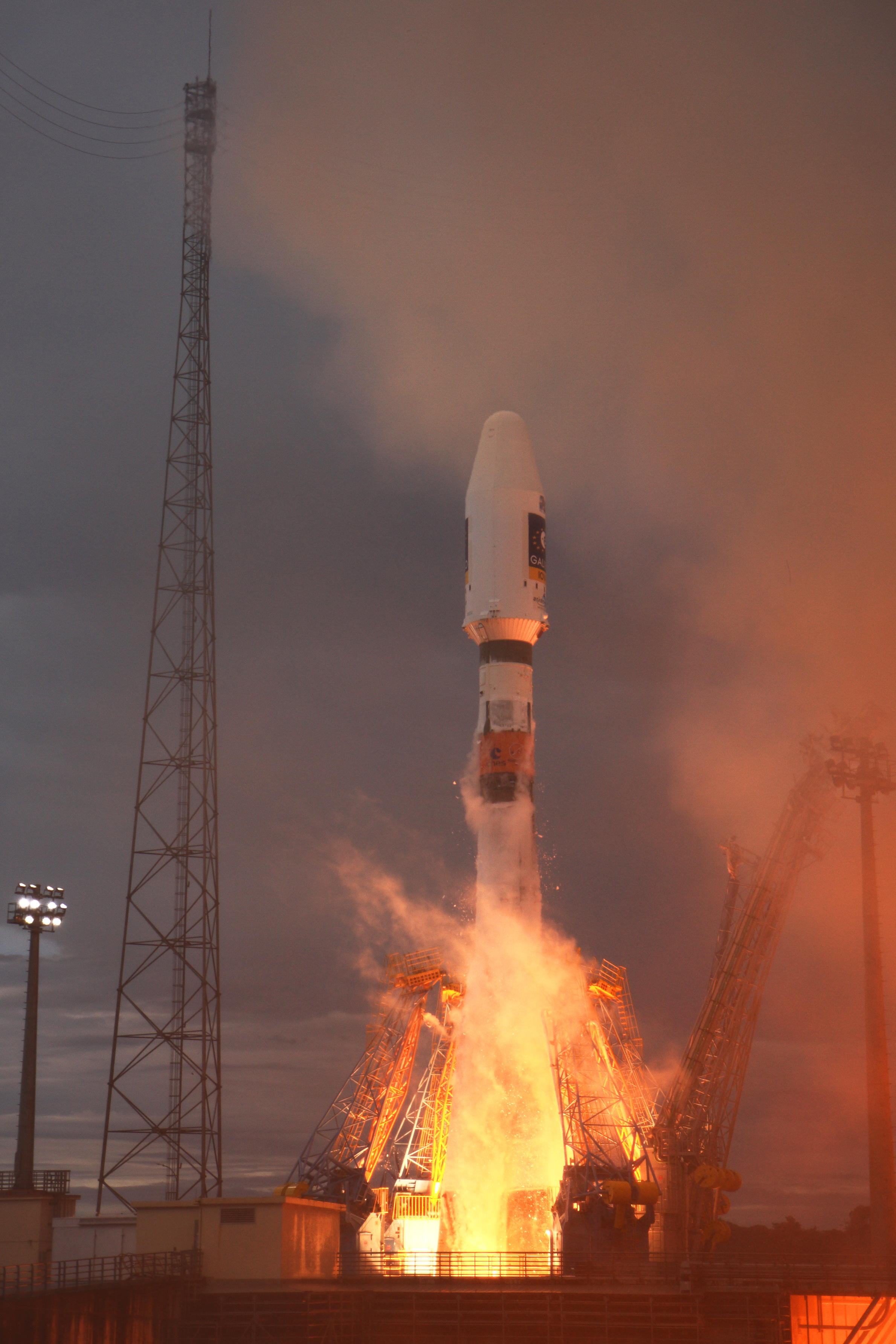
Start der Sojus-Rakete mit den ersten zwei IOV-Satelliten am 21. Oktober 2011

In einem ersten Schritt, der In Orbit Validation (IOV), wurde ein erstes Teilsystem aus vier Satelliten und den Bodensegmenten Ground Mission Segment (GMS) sowie Ground Control Segment (GCS) errichtet.
Die ersten beiden Satelliten wurden am 21. Oktober 2011 mit dem ersten Start einer Sojus-ST-Rakete vom europäischen Weltraumzentrum in Französisch-Guayana unter der COSPAR-Bezeichnung 2011-‍060A und B ins All gebracht. Dies war gleichzeitig der erste Start einer russischen Trägerrakete von einem Weltraumbahnhof der ESA. Die anderen zwei IOV-Satelliten wurden am 12. Oktober 2012 – wiederum mit einer Sojus-Rakete – von Kourou aus gestartet.
Im März 2013 meldete die ESA, dass mit diesen vier Satelliten erstmals eine Positionsbestimmung unabhängig und allein mit dem europäischen System festgestellt werden konnte.
Die Herstellung der vollen Systemkonfiguration Full Operational Configuration (FOC) ist in sechs Arbeitspakete (Workpackage WP1 bis WP6) gegliedert. Verträge für WP1: System Support (Systemunterstützung), WP4: Satelliten (zunächst 18) und WP5: Satellitenstarts wurden im Januar 2010 unterschrieben. WP6: Betrieb folgte am 25. Oktober 2010. Auf der Pariser Luftfahrtschau 2011 wurden seitens der EU-Kommission die Verträge für WP2: Ground Mission Segment und WP3: Ground Control Segment abgeschlossen.
Am 20. November 2013 genehmigte das Europäische Parlament für den Zeitraum 2014–2020 die weitere Finanzierung von Galileo und EGNOS in Höhe von 7 Mrd. Euro.
Der erste Start zweier FOC Satelliten erfolgte am 22. August 2014. Die Abfolge der Starts ist aus der Liste der Galileo-Satelliten ersichtlich.

#### Pilotbetrieb
Die Dienste Offener Dienst, Öffentlich-staatlicher Dienst (PRS) und Such- und Rettungsdienst gingen am 15. Dezember 2016 mit einer Konstellation von 18 Satelliten in den Pilotbetrieb. In dieser Phase ist das System noch nicht für kritische Anwendungen vorgesehen.
Im Juli 2019 kam es zu einem einwöchigen Totalausfall des Systems. Auslöser war eine Fehlfunktion in der Precise Time Facility (PTF) im Kontrollzentrum Fucino, welche die Zeitinformation für die Galileo-Satelliten bereitstellt. Zwar ist eine redundante PTF im Kontrollzentrum Oberpfaffenhofen vorhanden, jedoch war diese wegen einer laufenden Softwareaktualisierung nicht einsatzbereit. Nach Informationen des Satellitennavigations-Nachrichtendienstes Inside GNSS hatten die PTF bereits in früheren Jahren zwei Störungen verursacht.

#### Fertigstellung
Die Komplettierung der FOC-Konstellation war ursprünglich für das Jahr 2021 geplant. Aktuell ist die Fertigstellung der FOC-Konstellation für das Jahr 2026 vorgesehen, nachdem die noch ausstehenden sechs Satelliten GSAT0228 bis GSAT0231 und GSAT0233 bis GSAT0234 in Betrieb genommen werden. Geplant ist, diese Satelliten mit einer Ariane 6-Rakete zu starten. Alternativ ist eine erneute Nutzung der Falcon-Trägerraketen von SpaceX denkbar. Dies war bereits für zwei Starts nötig, da die Produktion der Ariane-Rakete mehrmals verschoben werden musste.

### Vierte Phase: Betrieb
Die vierte Phase umfasst den Betrieb und die Wartung des vollständigen Systems. Im Januar 2011 wurde für Galileo und EGNOS zusammen mit jährlichen Betriebskosten von 800 Mio. Euro gerechnet.

#### Neue Software 2022
Die im Dezember 2021 gestarteten Satelliten 27 und 28 strahlen ein verbessertes Signal aus, das eine erste Positionsbestimmung nach 16 Sekunden erlaubt, robuster in Häuserschluchten agiert und weniger Prozessorlast in den Empfängern beansprucht. Nach ausgiebigen Tests mit einer Vielzahl von Empfängern wurde diese Software ab Oktober 2022 in alle anderen Satelliten hochgeladen.

## Satelliten
Die EU-Kommission bestellte am 7. Januar 2010 beim deutschen Raumfahrtkonzern OHB Technology, Bremen, die nächsten 14 Satelliten für das Galileo-System für zusammen rund 566 Mio. Euro.
- Am 21. Oktober 2011 wurden die ersten beiden von EADS-Astrium in Ottobrunn gebauten Satelliten, IOV-1 und -2, erfolgreich in ihrer Umlaufbahn in 23.222 km Höhe ausgesetzt. Es war der erste Start einer russischen Sojus-Rakete von der ELS-Startrampe bei Kourou.[59]

- Am 2. Februar 2012 gab die EU-Kommission durch die ESA acht weitere Satelliten bei OHB in Auftrag. Außerdem wurde Astrium beauftragt, die Ariane 5 für den Start von jeweils vier Galileo-Satelliten vorzubereiten.[60]

- Beim Start vom 22. August 2014 wurden die beiden ersten FOC-Satelliten (full operational capability) in einem erheblich zu niedrigen Orbit mit hoher Exzentrizität und zu niedriger Inklination (Bahnneigung) ausgesetzt (Perigäum (Erdnähe) 13.700 statt 23.522 km, Apogäum (Erdferne) 25.900 statt 23.522 km, Inklination 49,7° statt 55,040°). Erste Analysen deuten auf einen falschen Schubvektor der Fregat-Oberstufe bei der Apogäumszündung hin.[61][62][63] Ursache für den falschen Schub war eine eingefrorene Hydrazinleitung, die auf Grund eines Montagefehlers direkt an einer tiefgekühlten Heliumleitung befestigt war und durch das Flugprofil zum Tragen kam.[64] Bei einer Überprüfung beim Hersteller Lawotschkin zeigte sich der Fehler bei einer von vier montierten Fregat-Oberstufen.[65] Sowohl die Inklination als auch die derzeitige Umlaufzeit von 11,7 Stunden sind inkompatibel zur projektierten Satellitenkonstellation. Die Veröffentlichung erster Ergebnisse der berufenen Untersuchungskommission wurde nach anfänglicher Terminierung auf den 8. September zu Gunsten von Erfolgsmeldungen zurückgestellt und auf Ende September verschoben.[66][67] Die Satelliten befinden sich nach Entfaltung der Solarpanele unter vollständiger Kontrolle des ESA-CNES-Teams. Andere ESA-Teams erörtern die Möglichkeiten, die Satelliten unter der nicht-planmäßigen Umlaufbahnen maximal zu nutzen.[68] Da sie hochpräzise Atomuhren an Bord haben, sollen sie zu Messstationen umfunktioniert werden und Einsteins Relativitätstheorie mit bisher unerreichter Genauigkeit testen. Es soll geprüft werden, ob diese Uhren in weiter entfernten Bereichen des irdischen Schwerefeldes tatsächlich schneller gehen. Durch ihre ungewollt elliptische Bahn ändern die Satelliten ihren Abstand zur Erde zweimal täglich um etwa 8500 Kilometer, wobei sich ihre Position mit Lasern auf wenige Zentimeter genau bestimmen lässt. Dadurch lässt sich feststellen, wie das Gangtempo der Uhren von der Distanz zur Erdoberfläche abhängt.[69] Am 27./28. September 2014 wurden die Satelliten vom ESOC an das Galileo Control Center übergeben.[70] Durch elf Navigationsmanöver innerhalb 17 Tagen war es möglich, das Perigäum von Galileo 5 auf etwa 17.235 km anzuheben, am 29. November 2014 konnten erste Navigationssignale empfangen werden.[71] Bei Galileo 6 gelang dies zum 15. März 2015 nach 14 Manövern in einer ähnlichen Mission.[72] Am 30. November 2020 wurde die Nutzung der Satellitensignale von GSAT0201 und GSAT0202 durch Aufheben der 'unhealthy' flags für Navigationszwecke offiziell freigegeben. Nachdem sich während einer Evaluierungsphase jedoch herausstellte, dass bestimmte Empfänger technische Probleme mit der Auswertung der Signale dieser Satelliten aufwiesen, wurde am 16. Februar 2021 von der ESA bekannt gegeben, dass die Signale der beiden problematischen Satelliten wieder vorläufig deaktiviert wurden – ihr Datenstrom wird als 'unhealthy' – nicht verwenden – markiert.[73]

- Am 18. Januar 2017 wurde von der ESA der Ausfall von insgesamt neun der Atomuhren an Bord mehrerer Galileo-Satelliten bekannt gegeben. Es waren zu dieser Zeit sechs Wasserstoff-Maser-Uhren und drei Rubidium-Atomuhren ausgefallen.[74][75] Die ESA teilte mit, dass das Phänomen untersucht wird. Da jeder Galileosatellit über 4 Uhren verfügt und einer der betroffenen Satelliten außer Betrieb ist, gibt es keine Einschränkung der Navigationsdienste.[76] Eine zehnte ausgefallene Atomuhr konnte neu gestartet werden. Die Funktion des Galileo-Navigationssatellitennetzes ist hierdurch nicht beeinträchtigt.[77] Der Grund für die Ausfälle sollen die Bedingungen im Weltall sein, denen in der Zukunft durch Veränderung der Betriebsspannung und -temperatur entgegengewirkt wird.[78]

- Galileo-IOV 1–4[79][80]

| Hersteller:             | EADS Astrium                                           |
| Startmasse:             | 640 kg                                                 |
| Leistung:               | ca. 1,4 kW                                             |
| Größe:                  | 3,02 m × 1,58 m × 1,59 m                               |
| Starttermin:            | 21. Oktober 2011 (IOV 1,2), 12. Oktober 2012 (IOV 3,4) |
| Träger:                 | Sojus-Fregat                                           |
| Lebensdauer:            | mehr als 12 Jahre                                      |
| Spannweite Solarpanels: | 14,5 m                                                 |
- Galileo 1–22 Satelliten

| Hersteller:             | OHB System AG, Nutzlast: Surrey Satellite Technology[81] |
| Startmasse:             | 680 kg                                                   |
| Leistung:               | 1,5 kW (nach 12 Jahren)                                  |
| Größe:                  | 2,7 m × 1,2 m × 1,1 m                                    |
| Starttermin:            | August 2014 bis Juli 2018                                |
| Träger:                 | Sojus-Fregat, Ariane 5                                   |
| Lebensdauer:            | mehr als 12 Jahre                                        |
| Spannweite Solarpanels: | 14,8 m                                                   |
Jeder Satellit wird nach einem Kind benannt, das den Galileo Malwettbewerb der Europäischen Kommission gewann, wobei aus jedem Mitgliedsland ein Gewinner ermittelt wurde.
Siehe auch: Liste der Galileo-Satelliten

### Zweite Generation
Der Start der zweiten Generation der Galileo-Satelliten war für das Jahr 2024 mit der Trägerrakete Ariane 6 geplant. Aufgrund der anfänglichen technischen Probleme der Ariane 6 verzögerten sich die Termine. Zuvor müssen jedoch noch die restlichen Satelliten der ersten Generation starten.
Die Satelliten der zweiten Generation sollen einen elektrischen Antrieb erhalten, um nach Aussetzen eigenständig die endgültige Betriebsumlaufbahn erreichen zu können. Somit können trotz der höheren Masse von insgesamt 2,3 Tonnen dennoch zwei Satelliten gleichzeitig gestartet werden. Die erwartete Lebensdauer beträgt 15 Jahre. Datenverbindungen zwischen den Satelliten sollen einen Abgleich untereinander ermöglichen, um die Abhängigkeit von Bodenstationen zu verringern. Außerdem erhalten die Satelliten eine leistungsfähigere Navigationsantenne, präzisere Atomuhren sowie Schutzmechanismen gegen Störsignale und Spoofing, um die Galileo-Signale zu schützen. Zudem sollen sie in der Umlaufbahn umkonfigurierbar werden, um sie auch später noch mit neuen Diensten oder Signaländerungen ausstatten zu können.
Die Satelliten der zweiten Generation sollen sich schrittweise in die bestehende Konstellation einfügen. Die ersten sechs Stück werden von Airbus Defence and Space in Friedrichshafen und Thales Alenia Space in Cannes gebaut und haben einen Auftragswert von 1,47 Mrd. Euro.

## Aufsichtsorganisationen und Betreiber

### IOV-Phase
Am 25. Mai 2003 gründeten die EU und ESA das gemeinsame Unternehmen Galileo Joint Undertaking (GJU). Es koordinierte in der IOV-Phase (IOV:  In-Orbit Validation; Überprüfung in der Umlaufbahn) die Entwicklung des Galileo-Systems. Dazu gehören die ersten beiden Testsatelliten GSTB-V2 (GIOVE-A und -B), die Inbetriebnahme der ersten vier Satelliten der Konstellation in der IOV-Phase.
Das GJU sollte den Konzessionär für die Aufbau- und Betriebsphase von Galileo in einem offenen, mehrstufigen Ausschreibungsverfahren für die Dauer von 20 Jahren auswählen. Als Ergebnis des Ausschreibungsverfahrens schlug es die Zusammenarbeit der konkurrierenden Konsortien Eurely und iNavSat vor. Das Konzessionskonsortium Anfang 2007 umfasste folgende Unternehmen:
1. AENA (öffentliche spanische Einrichtung, die u. a. für Flugsicherung und Flughafenmanagement zuständig ist)
2. Alcatel
3. EADS Astrium
4. Leonardo
5. Hispasat
6. Inmarsat
7. Thales
8. TeleOp
9. sowie dutzende weiterer assoziierter Unternehmen.

Zum Ende des Jahres 2006 wurde die Liquidation der GJU eingeleitet. Ihr Ziel, einen Konzessionär für Galileo auszuwählen, hat sie nicht erreicht. Die Agentur für das Europäische GNSS (GSA) der Europäischen Kommission übernahm zum 1. Januar 2007 die Aufgaben des GJU. An ihr ist die ESA unmittelbar nicht mehr beteiligt.

### FOC-Phase
Nach der Einigung im Rat für Wirtschaft und Finanzen der EU über die Finanzierung von Galileo in der FOC-Phase (FOC: Full Operational Configuration; volle Systemkonfiguration) bleibt die GSA im Auftrag der EU hauptverantwortlich für das Galileosystem. Sie beauftragt die Galileo Service Operating Company (GSOP) mit dem Betrieb des Systems. Die ESA wird hingegen für die Weiterentwicklung des Systems beauftragt. Diese Struktur soll auch über das Ende der FOC-Phase hinaus beibehalten werden.

### Verantwortlicher Betreiber Spaceopal
Hauptverantwortlich für den Galileo-Betrieb ist seit 2010 die Spaceopal GmbH in München. Es handelt sich um ein Gemeinschaftsunternehmen der DLR Gesellschaft für Raumfahrtanwendungen in München und dem italienischen Raumfahrtunternehmen Telespazio mit Sitz in Rom, welches wiederum ein Joint Venture der italienischen Leonardo S.p.A. und der französischen Thales Group ist. Spaceopal hat Galileo-Kontrollzentren in Oberpfaffenhofen und im Raumfahrtzentrum Fucino bei Avezzano, Italien.

## Dienste
Galileo bietet die folgenden Dienste:
| Name                                                 | Abk. | Deutsche Übersetzung                                  | Beschreibung | Frequenz- bereiche                        |
| ---------------------------------------------------- | ---- | ----------------------------------------------------- | --- | ----------------------------------------- |
| Open Service                                         | OS   | Offener Dienst                                        | Steht in Konkurrenz oder als Ergänzung zu anderen Systemen wie NAVSTAR oder GLONASS. Er ist frei und kostenlos empfangbar. Lizenzgebühren für die Herstellung von Empfängern werden nicht erhoben. Der Offene Dienst ermöglicht die Ermittlung der eigenen Position auf wenige Meter genau. Zudem liefert er die Uhrzeit entsprechend einer Atomuhr (besser als 10−13). Auch kann dadurch die Geschwindigkeit, mit der sich der Empfänger (z. B. in einem Kfz) fortbewegt, errechnet werden. Er stellt zwei Sendefrequenzen zur Verfügung. Damit können Zweifrequenzempfänger die Abhängigkeit der Signallaufzeiten von Inhomogenitäten der Ionosphäre berücksichtigen und die Position auf ca. 4 Meter genau bestimmen. Auch GPS benutzt aus diesem Grund zwei Sendefrequenzen (1227,60 MHz und 1575,42 MHz). Die größere Anzahl der Satelliten, 27 gegenüber 24 bei GPS, soll die Empfangsabdeckung in Städten von 50 % auf 95 % steigern. Eine Kombination mit anderen Satellitensystemen (NAVSTAR, GLONASS) erlaubt eine deutlich bessere Abdeckung von jederzeit 15 Satelliten. Die ständige Verfügbarkeit des Dienstes wird nicht garantiert. | 1164–1214 MHz 1563–1591 MHz               |
| High Accuracy Service ehemals: Commercial Service CS | HAS  | Hochgenauer Dienst                                    | Ergänzung zum offenen Dienst; unverschlüsselt und frei empfangbar, allerdings mit Option zur späteren eventuellen Verschlüsselung. Stellt zusätzliche Sendefrequenzen und damit höhere Übertragungsraten von 448 bit/s zur Verfügung. So sind beispielsweise Korrekturdaten zur Steigerung der Positionsgenauigkeit um ein bis zwei Größenordnungen empfangbar. Auch sind Garantien zur ständigen Verfügbarkeit dieses Dienstes geplant. Optimierung der Anwendung in Industrien wie dem Bergbau, im Vermessungswesen und in der Kartografie. | 1164–1214 MHz 1260–1300 MHz 1563–1591 MHz |
| Public Regulated Service                             | PRS  | Öffentlich regulierter Dienst oder Staatlicher Dienst | Steht nur Nutzern zur Verfügung, die von einer speziellen Behörde dazu zugelassen sind, z. B. Streitkräfte, Polizei, Küstenwache oder Nachrichtendienste, aber auch Betreibern privater kritischer Infrastruktur (BOS und KRITIS). Als Dual-Use-Dienst steht er auch für militärische Anwendungen zur Verfügung. Das sehr stark verschlüsselte Signal ist weitgehend gegen Störungen und Verfälschungen gesichert und zeichnet sich durch hohe Genauigkeit und Zuverlässigkeit aus. | 1260–1300 MHz 1563–1591 MHz               |
| Search And Rescue                                    | SAR  | Such- und Rettungsdienst                              | Ergänzt das COSPAS-SARSAT-System um eine Komponente im Medium Earth Orbit (MEOSAR) und erlaubt eine deutliche Verbesserung der schnellen und weltweiten Ortung von Notsendern von Schiffen oder Flugzeugen. Seit Januar 2020 ist dadurch erstmals eine Rückantwort von der Rettungsstelle an den Notrufsender möglich. | MEOSAR-Uplink: 406,0–406,1 MHz            |

## Signal

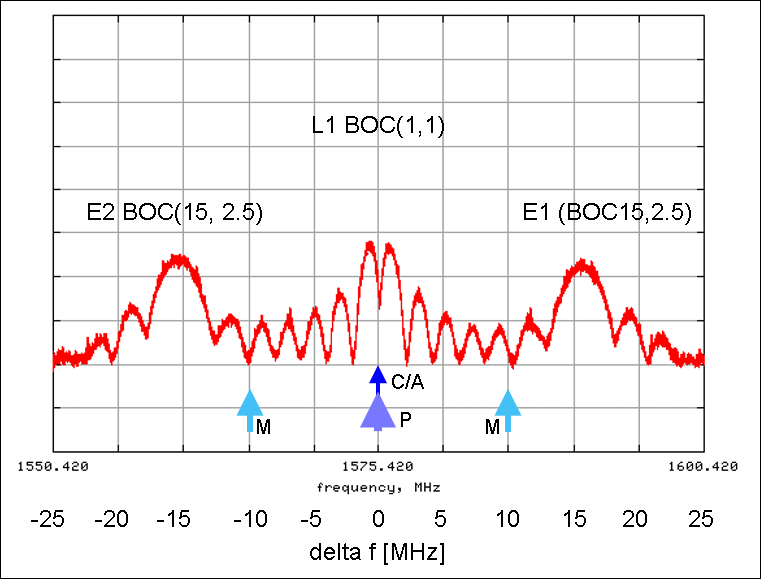
GIOVE-A, L1-Signal, gesendet im Januar 2006

Galileo benutzt gemeinsam mit GPS das Frequenzband L1 bei 1575,42 MHz und L5 bei 1176,45 MHz. Das Band L2 bei 1227,6 MHz steht GPS allein zur Verfügung, für Galileo ist es das Band E6 bei 1278,75 MHz. Das Spektrum zeigt das erste Testsignal von GIOVE-A, das eine Hochgewinn-Antenne im Januar 2006 empfangen hat.
Galileo-Satelliten senden mit 50 Watt. Die Sendeleistung ist so gering, dass ein Navigationsempfänger in 20.000 km Entfernung mit einer einfachen Stabantenne fast nur Rauschen von gleichzeitig mindestens vier Satelliten empfängt.
Deren Signale sind dopplerverschoben. Außerdem empfängt er Signale von GPS-Satelliten auf den gleichen Frequenzen.
Die Rückgewinnung der Navigationsdaten gelingt, weil jeder Satellit z. B. auf der L1-Frequenz ein charakteristisches Pseudorauschsignal, den Spreizcode mit 1 MHz Bandbreite, sendet, das mit einer Bitrate von 50 bit/s moduliert ist. Durch Korrelation mit dem Pseudorauschsignal filtern Empfänger die Signale der einzelnen Satelliten wieder heraus.
Die Tabelle listet die Frequenzbänder, Frequenzen und Modulationsverfahren auf, die Galileo verwendet. Die beiden Spitzen des L1-Signals sind im Spektrum beschriftet, genauso die Seitenmaxima der Frequenzen E1 und E2. Die blauen Pfeile markieren die Lage der GPS-Signale im L1-Band. Dank der unterschiedlichen Modulation (BOC, BPSK) ist das Übersprechen der Signale gering.

### Dienste und Frequenzen
| Band | Frequenzname | Modulation    | Mittenfrequenz/Maxima (1) [MHz] | Frequenzbreite | Einsatz |
| L1   |              |               | 1575,42                         |                |         |
| ---- | ------------ | ------------- | ------------------------------- | -------------- | ------- |
|      | L1B, L1C     | BOC(1,1)      | ±1,023                          | 1              | OS, HAS |
|      | E1, E2       | BOC(15,2.5)   | ±15,345                         | 2,5            | PRS     |
| L5   |              |               | 1191,795                        |                |         |
|      | E5a, E5b     | altBOC(15,10) | ±15,345                         | 10             | OS, HAS |
| E6   |              |               | 1278,75                         |                |         |
|      | E6b          | BPSK(5)       | 0                               | 5              | HAS     |
|      | E6a          | BOC(10,5)     | 10,23                           | 5              | PRS     |

(1) Mittenfrequenz des Frequenzbandes, Lage der Maxima bezogen auf Mittenfrequenz (in MHz)

### GPS zum Vergleich
| Band | Codierung | Modulation | Mittenfrequenz/Maxima (1) [MHz] | Frequenzbreite | Einsatz              |
| L1   | C/A       | BPSK(1)    | 1575,42                         |                | civil                |
| ---- | --------- | ---------- | ------------------------------- | -------------- | -------------------- |
|      | P(y)      | BPSK(10)   |                                 |                | military (encrypted) |
|      | M-Code    | BOC(10,5)  |                                 |                | new military         |
| L2   | C/A       | BPSK(1)    | 1227,60                         |                | new civil            |
|      | P(y)      | BPSK(10)   |                                 |                | military (encrypted) |
|      | M-Code    | BOC(10,5)  |                                 |                | new military         |
| L5   |           | BPSK(10)   | 1176,45                         |                | very new civil       |

(1) Mittenfrequenz des Frequenzbandes, Lage der Maxima bezogen auf Mittenfrequenz (in MHz)

## Empfänger
Ältere GNSS-Empfänger können nur GPS und GLONASS empfangen, da Galileo wegen seiner komplexeren Signalform zwar eine genauere Positionsbestimmung ermöglicht, dadurch aber nicht direkt kompatibel ist. Die meisten modernen Empfänger sind jedoch Galileo-fähig. Eine Liste von Geräten, Diensten und Anwendungen, die Galileo unterstützen, wird von der GSA geführt.
Das Open-Source-Projekt GNSS-SDR stellt eine Software zur Verfügung, mit der Galileo-Signale dekodiert werden können, die zuvor mit einem Software Defined Radio aufgezeichnet wurden. Im November 2013 konnte damit aus vier Satellitensignalen eine Position mit einem Streukreisradius von 1,9 Metern errechnet werden.

## Andere Navigationssysteme

### Leistungsvergleich
Galileo konkurriert mit anderen Navigationssystemen. Das US-amerikanische GPS gilt dabei als Referenzsystem. Im Verhältnis zu GPS senden die Galileo-Satelliten ein wesentlich stärkeres Signal und das auf drei verschiedenen Frequenzbändern. Die Korrektursignale von EGNOS, einem Netz von Bodenstationen, ermöglichen eine Reihe von hochgenauen Anwendungen. Qualitätssprünge sind durch die Kombination der unterschiedlichen Informationsquellen verschiedener Systeme (GPS, GLONASS, Beidou, Galileo etc.) möglich. Das erste Smartphone, das Galileo unterstützte, war das BQ Aquaris X5+, das im August 2016 in den Handel kam. Der Dienst wurde jedoch erst im Dezember 2016 freigeschaltet.

### NAVSTAR (USA)
Hauptartikel: Global Positioning System
Nach jahrelangen Verhandlungen unterzeichneten am 26. Juni 2004 während des USA-EU-Gipfels in Newmarket-on-Fergus (Irland) der damalige US-Außenminister Colin Powell und der damalige Vorsitzende der EU-Außenminister Brian Cowen einen Vertrag über die Gleichberechtigung der Satellitennavigationssysteme GPS, GLONASS und Galileo. Darin wird vereinbart, dass Galileo zu GPS III kompatibel sein wird.
Dies hat den Vorteil, dass durch die Kombination der GPS- und Galileo-Signale eine deutlich verbesserte Abdeckung, mit einer Verfügbarkeit von jederzeit 15 Satelliten, erreicht werden sollte. Nach Abschluss des Aufbaus von Galileo werden durch die Kombinationsmöglichkeit beider Systeme insgesamt etwa 60 Navigationssatelliten zur Verfügung stehen. Bereits heute gibt es GPS-Empfänger (mit U-blox5- oder AsteRx-Chipsatz), die nach einer Aktualisierung der Firmware auch für Galileo genutzt werden können.
Voraussetzung für den Abschluss des Vertrages war, dass die EU auf die mit einer stärkeren Bandspreizung ausgestattete Kanalkodierung BOC (1, 5) (Binary Offset Carrier) verzichtet und stattdessen auch die für die zukünftigen GPS-Satelliten vorgesehene BOC(1, 1) verwendet. Durch BOC(1, 1) und die deutlich geringere Frequenzspreizung im Gegensatz zu BOC(1, 5) wird sichergestellt, dass es bei einer breitbandigen Störung des Galileo-Signals im Ausmaß der zivilen Bandbreite nicht gleichzeitig zu einer Störung des um rund Faktor 10 stärker bandgespreizten militärischen Signals von GPS kommt. Denn es werden für die zivile als auch militärische Nutzung vorgesehenen Codefolgen (Unterscheidung mittels Codemultiplex) die gleichen HF-Mittenträgerfrequenzen verwendet – die Unterscheidung erfolgt nur durch unterschiedliche Codierungsverfahren. Die dadurch bedingte spektrale Überdeckung zwischen BOC(1, 1) und dem militärischen GPS P/Y-Code bzw. M-Code beträgt nur rund 8 %, während BOC(1, 5) zu einer über 50 % spektralen Überdeckung geführt hätte. Rund 50 % Decoderverlust sind allerdings für den sicheren Empfang des militärisch genutzten breitbandigen GPS-Codes mit zu vielen Empfangsfehlern verbunden, während bei Störungen des schmalbandigen zivilen Navigationssignals ein Ausfall von nur rund 10 % im militärischen Code unter anderem durch Fehlerkorrekturverfahren kompensiert werden kann.
Diese Anpassung in der Kanalcodierung von Galileo ermöglicht es, neben dem C/A-Code des GPS auch das zivile Galileo-Navigationssignal bei Bedarf in lokal begrenzten Gebieten durch spezielle GPS-Jammer zu stören, ohne dass dabei gleichzeitig das militärisch genutzte breitbandige GPS-Signal wesentlich beeinträchtigt wird. Allerdings widerspricht das der ursprünglichen Idee von Galileo, anders als das GPS für sicherheitskritische Anwendungen ein jam-sicheres Signal zur Verfügung zu stellen. Kritiker monieren, die USA hätten aus militärischen, aber auch wirtschaftlichen Gründen Druck ausgeübt, um das Galileosignal störbar zu machen.
Auf die erzielbare Positionsgenauigkeit hat die Verwendung von BOC(1, 1) bei Galileo keinen Einfluss.
Analog zum NAVSTAR-GPS-System bietet Galileo einen völlig frei nutzbaren Dienst an. Bei NAVSTAR-GPS wurde das frei empfangbare Signal bis zum 2. Mai 2000 allerdings absichtlich verschlechtert (Selective Availability). Zusätzlich zum frei verfügbaren Dienst ist für Galileo ein kommerzieller Dienst geplant, der sich zurzeit in der Definition befindet. Dieser Dienst, der zusätzliche Genauigkeit und Sicherheit ermöglicht, kann auf lizenzierte Benutzer beschränkt werden, die auch ein Bezahlmodell ermöglichen. Darüber ist jedoch noch keine endgültige Entscheidung gefällt.
Der militärische GPS-Dienst ist ebenso wie der behördliche Dienst von Galileo auf ausgewählte Benutzer beschränkt.

### GLONASS (Russland)
Hauptartikel: GLONASS
Russland startete die kommerzielle Nutzung des GLONASS-Satellitensystems im Jahr 2010. Volle globale Abdeckung erlangte das System im Oktober 2011.

### Beidou/Compass (China)
Hauptartikel: Beidou (Satellitennavigation)
Seit 2007 bringt China Satelliten für das Navigationssystem Beidou ins All. Beidou steht wegen der Nutzung der gleichen Frequenzen in direkter Konkurrenz zu Galileo.
Strittig sind die Frequenzen, die ausschließlich staatlichen Sicherheits- und Rettungsdiensten zur Verfügung stehen. Zwar wurde in einem Test gezeigt, dass diese sich nicht stören, aber es besteht die Möglichkeit, das andere System absichtlich zu stören.

## Störsender
GPS-Jammer (engl. jammer: Störsender) werden, ähnlich wie beim GPS, wohl auch zum Stören der Galileo-Signale eingesetzt. Diese überlagern auf gleicher Frequenz die Signale der Satelliten. Idealerweise werden dabei die gleichen Codefolgen, die für das Codemultiplexverfahren verwendet werden, mit einem ungültigen Nutzdatenstrom übermittelt. Damit kann der Empfänger die eigentlichen Navigationsdaten vom Satelliten nicht mehr empfangen. Durch die Störung des Codemultiplexverfahrens durch nachgebildete Codefolgen kann mit wesentlich geringerer Sendeleistung seitens des Störsenders in den betreffenden Frequenzbereichen ein Ausfall der Übertragung erreicht werden als mit zu der Codefolge unkorreliertem Rauschen oder anderen unkorrelierten Störsignalen.
Auch können Varianten von Störsendern falsche Satellitenpositiondaten zur Verfälschung des empfangenen Satellitensignals aussenden. Diese werden in Anlehnung an GPS auch als GPS-Spoofer bezeichnet. Gültige und plausible, aber falsche Satellitenpositiondaten zu erzeugen ist allerdings wesentlich aufwendiger als das einfache Stören mittels GPS-Jammer, denn dies erfordert unter anderem eine genaue Zeitbasis am Störsender.
Galileo wird, zumindest in den kommerziellen Bereichen und im PRS, eine Authentifizierung zur Erkennung gefälschter Satellitenpositiondaten anbieten.

## Abkürzungen
Am Projekt Galileo sind Dutzende verschiedene Institutionen beteiligt. Dementsprechend gibt es viele Bezeichnungen für die Teilprojekte, Projektphasen, Geschäftsfelder und Infrastrukturen. Die wichtigsten Abkürzungen sind:
- GCC (Galileo Control Center): Kontrollzentren des Galileo Systems
- GCS (Ground Control Segment): Teil des Bodensegments, das für den Betrieb der Satelliten zuständig ist
- GJU (Galileo Joint Undertaking): ESA/EU-Kontrollorgan zur Vorbereitung von Galileo (2003–2006), Nachfolger: GSA
- GSA (European Global Navigation Satellite Systems Agency): Galileo-Kontrollbehörde, siehe Agentur für das Europäische GNSS
- GMS (Ground Mission Segment): Teil des Bodensegments, das für die Bahn und Zeitberechnung und die Bereitstellung der Inhalte der Navigationssignale zuständig ist
- GRC (Ground Receiver Chain): Empfänger für die Navigationssignale in den GSS, um daraus Korrektursignale abzuleiten
- GSS (Galileo Sensor Station): GMS Element: Referenz-Empfangsstationen für Navigationssignale, die ihre Messdaten (über Kabel oder VSAT per geostationäre Satelliten) an die GCC senden
- GSTB-v2 A + B (Galileo System Test Bed v2): zwei Testsatelliten zur Vorbereitung der Galileo-Frequenzbereiche
- GSTB-V1 (Galileo System Test Bed v1): Test-Infrastruktur für das Galileo-System
- IPF (Integrity Processing Facility): GMS Element zur Kontrolle der Galileo-Navigationsdatenintegrität (mit der Entfernung des SoL Service in FOC nicht weiter entwickelt)
- OSPF: Orbit and Synchronisation Processing Facility: GMS Element, das die Bahnparameter und die Uhrsynchronisationsparameter für die einzelnen Satellitennavigationssignale vorhersagt
- TTC (telemetry, tracking and command): Satellitenbahnverfolgung und Satellitensteuerung
- ULS (Up-Link Stations): GMS Element: Die Bodenstationen, die die Galileo-Satelliten mit aktuellen Navigationsdaten von der OSPF versorgen

Weitere Abkürzungen für Elemente des Bodensegments:
- SCF: Satellite Control Facility (GCS)
- SPF: Service Products Facility: Schnittstelle des GMS zu externen Einrichtungen (GMS)
- MUCF: Mission Control & Uplink Control Facility: Zuständig für Missionsplanung, Monitoring der Galileo Dienste und Planung der ULS uplinks (GMS)
- MSF: Mission Support Facility: Zuständig für die Kalibrierung der Navigationsalgorithmen (GMS)
- MGF: Message Generation Facility: Element, das die Ausgaben der IPF und OSPF in die Navigationsnachrichten umwandelt, die über die ULS an die Satelliten gesendet werden (GMS)
- PTF: Precision Timing Facility: Element, das die Galileo-Systemzeitskala erzeugt (GMS)
- GACF: Ground Assets Control Facility: Technische Überwachung und Kontrolle der GMS Elemente, enthält auch das Archiv (GMS)
- KMF: Key Management Facility: Management des PRS Dienstes sowie interner Sicherheitsaufgaben (GMS)